# 布倫格馬里烏帕齊拉
布倫格馬里乌帕齐拉是孟加拉国古里格拉姆縣的一个乌帕齐拉，位於朗布爾专区的古里格拉姆縣。。

## 人口
據1991年孟加拉國人口普查，布倫格馬里共有戶數33,984戶，人口176822人。其中男性佔比50.38%，女性佔比49.62%；成年人口88,435人。該地7歲以上人口之平均識字率為19.5%，低於全國平均值（32.4%）。